# Robert Sturua
Robert Sturua (gruz. რობერტ სტურუა, ur. 31 lipca 1938 w Tbilisi) – gruziński reżyser teatralny i filmowy.

## Życiorys
W 1961 ukończył Tbiliski Państwowy Instytut Teatralny, w którym studiował pod kierunkiem Micheila Tumaniszwilego. Później pracował w Teatrze im. Szoty Rustawelego w Tbilisi, którego w 1979 został dyrektorem, a w 1982 dyrektorem artystycznym. Reżyserował przedstawienia o wymowie politycznej, pokazywane w wielu krajach, m.in. Kaukaskie kredowe koło B. Brechta, Lamara G. Robakidzego (1996) i Hamlet (1986) oraz Ryszard III W. Szekspira. Wystawiał też inscenizacje sztuk współczesnych, np. Kwarkware Tutaberi P. Kakabadzego i Etiudę rewolucyjną M. Szatrowa. Sztuki w jego reżyserii są wystawiane na całym świecie; wprowadził gruziński teatr na arenę międzynarodową. W 2011 gruziński minister kultury Nika Rurua pozbawił Sturuę stanowiska dyrektora artystycznego Teatru im. Szoty Rustawelego po oskarżeniach o ksenofobię w związku z wypowiedziami Sturuy uderzającymi w mniejszości etniczne.